# Michele Pellegrino

Wapen

Michele Pellegrino (Centallo, 25 april 1903 – Turijn, 10 oktober 1986) was een Italiaans geestelijke en kardinaal van de Rooms-Katholieke Kerk.
Pellegrino studeerde aan het seminarie van Fossano en aan de Katholieke Universiteit van Milaan en de theologische faculteit in Turijn. Hij werd op 19 september 1925 tot priester gewijd en werd vervolgens rector van het seminarie in Fossano. In 1933 werd hij kanunnik van het kathedrale kapittel van kathedraal van S. Maria e S. Giovenale in Fossano. Van 1943 tot 1965 doceerde hij aan de Universiteit van Turijn. Op 21 juli 1965 werd hij Huisprelaat van de paus. Twee maanden later volgde zijn benoeming tot aartsbisschop van Turijn. In die hoedanigheid nam hij deel aan de laatste sessie van het Tweede Vaticaans Concilie.
Tijdens het consistorie van 27 juni 1965 werd hij door paus Paulus VI tot kardinaal gecreëerd. De Santissimo Nome di Gesù werd zijn titelkerk. Kardinaal Pellegrino nam deel aan de conclaven van augustus en oktober 1978, die leidden tot de verkiezing van respectievelijk paus Johannes Paulus I en paus Johannes Paulus II. Kardinaal Pellegrino overleed in Turijn en werd begraven in het familiegraf in Roata Chiusani.
- Bibsys: 90173393
- Bibliothèque nationale de France: cb119189772 (data)
- CiNii: DA04908628
- Gemeinsame Normdatei: 118790234
- International Standard Name Identifier: 0000 0001 1575 468X
- Library of Congress Control Number: n79058994
- Nationale Bibliotheek van Israël: 987007316970205171
- Nederlandse Thesaurus van Auteursnamen: 068670281
- Réseau des bibliothèques de Suisse occidentale: 02-A003679697
- Istituto Centrale per il Catalogo Unico: CFIV044558
- Système universitaire de documentation: 027062872
- Virtual International Authority File: 76321177
- WorldCat: E39PBJyxbCB6fWdFr4Q8v6xCcP